# فرانك بارلو
فرانك بارلو (بالإنجليزية: Frank Barlow)‏ هو مدرب كرة قدم ولاعب كرة قدم بريطاني، ولد في 15 أكتوبر 1946 في Mexborough ‏ في المملكة المتحدة. لعب مع شيفيلد يونايتد ونادي تشيسترفيلد.